# Бенгал (провинција)
Провинција Бенгал (енгл. Bengal Presidency, дословноː Бенгалско председништво), бивши колонијални посед Британске источноиндијске компаније у северној Индији, са престоницом у Калкути. После 1858. постала је провинција Британске Индије.

## Историја

### Енглеска колонија у Калкути
Енглеска Источноиндијска компанија основана је 1600. године. Ова компанија је успоставила прву трговачку постају на месту данашње Калкуте 1690. године. Калкута је настала око Тврђаве Виљем (енгл. Fort William) коју је енглеска Источноиндијска компанија подигла 1694. у селу Кали-Ката у делти Ганга (на рукавцу Хугли 140 км од мора). Од 1707. добила је аутономију, а 1756-1757. Калкутом су владали бенгалски владари. Од 1774-1912. била је административни центар британске управе у Индији.

### Територијално ширење
Стање у Могулском царству под слабим Аурангзебовим (1658-1707) наследницима пружило је Британској источноиндијској компанији услове за стварање трговинских монопола и територијално ширење. Године 1715. Компанија је успела да од султана у Делхију добије ферман којим јој се даје слобода трговине на целој територији Могулског царства. До средине 18. века британска политика у Индији сводила се на борбу за обезбеђење слободне трговине индијском робом, али је тада прерасла у борбу за стварање колонијалних поседа. Британци су номинално признавали падишаха у Делхију као једину легалну власт у Индији, али су у пракси имали пуну слободу деловања. Тако су власти Источноиндијске компаније средином 18. века почеле да формирају своју приватну војску, Бенгалску, Мадраску и Бомбајску армију, састављене од индијских најамника (сепоја) под командом британских официра, наоружаних, опремљених и обучених на европски начин. Године 1754. у Индију су први пут стигле и британске краљевске трупе. Уз њихову помоћ, приватна војска Компаније је 1757. битком код Плесија потчинила кнежевину Бенгал, а битком код Бексара 1764. осигурана је британска власт над Бихаром и Орисом.До 1784. снаге све три армије нарасле су на 13 пукова совара и 64 пука сепоја, уз 3 европска пешадијски пука. Под таквим војним притиском врховну власт Компаније признали су карнатски наваб (1787) и низам од Хајдерабада (1790). Последњи озбиљни непријатељи Компаније били су мајсорски султани на југу и Маратско царство на северу, који су савладани у англо-мисорским ратовима (1767-1799) и маратским ратовима (1798-1818).

### Председништва Индије
Тако је већ 1818. читава Индија изузев Панџаба била под директном или индиректном влашћу Компаније. Освојене области организоване су у три провинције или председништва (Бомбај, Мадрас и Бенгал), уз које је Компанија контролисала још око 600 вазалних кнежевина које су плаћале годишњи данак.

### Владавина Компаније у Индији (1772-1857)
Након Париског мира (1763), Француска је изгубила већину колонија  У Индији, док су се Британци солидно учврстили у Бомбају, Мадрасу и Бенгалу, одакле постепено успостављају политичку хегемонију у Индији. У првом периоду британске колонизације Индије, од 1772. до 1857, теоретски, Британци су били само вазали Великог Могула у Делхију, а Британска источноиндијска компанија освајала је и управљала територијама ради заштите својих трговачких интереса. Први генерални гувернер Индије Ворен Хастингс (1772-1785) био је истински оснивач Британске Индије. Он и његови следбеници наставили су експанзијуː освојили су јужну Индију и долину Ганга, затим Делхи (1803) и државу Марата (1819), а 1849. дефинитивно су анектирали Паџаб, Царство Сика, последњу независну државу у Индији. Од 1849. Британци су владали читавим индијским потконтинентом и и обалама Бурме (чију су унутрашњост анектирали 1852. и 1886). Само су Непал и Авганистан остали изван британске власти.
Иако је највећи део индијских територија био под директном управом чиновника компаније, британски резиденти (чиновници Компаније) су индиректно управљали са око 600 вазалних кнежевина. Техничке новине (телеграф, железница) и укидање монопола на трговину Компаније (1813) увели су Индју у британски капиталистички систем. Нови гиосподари сматрали су да је њихова мисија цивилизацијска. Уместо персијског, уводе енглески као службени језик, намећу свој начин живота и своје вредности, подстичу рад хришћанских мисионара. Енергично укидају ропство, убијање деце, жртвовање удовица. Овакве мере доводе 1857. до Индијског устанка. Да би протерали Енглезе и ослободили долину Ганга, незадовољни сепоји и властела (земиндари) се дижу на устанак заједно са могулским царем Бадур Шахом II. Већ на почетку 1858. буна је угушена, а могулски цар уклоњен.

### Британско царство у Индији (1858-1947)
Други период британске доминације почео је укидањем Британске источноиндијске компаније (1858). Британски суверен (краљица Виктрија) постала је царица Индије. Њен представник, бивши генерални гувернер Индије, добио је титулу вицекраља. Престоница је премештена из Калкуте у Њу Делхи 1912. Политика је постала конзервативнија и имала је за циљ придобијање кнежева, богатих људи и верских вођа, не мешајући се у питања обичаја и вере. После 1921. становништво брзо расте и остаје претежно сеоско (87 % у 1941. години). Међутим, дошло је до стварања нове градске елите са енглеским образовањем, чији су чланови тражили учешће у управљању земљом. У националном покрету доминирала је Конгресна странка, основана 1885. Њени чланови били су већином хиндуисти, али било је и неколико виђенијих муслимана.
Прво либерална, Конгресна странка постаје све радикалнија после 1900. године под Тилаковим утицајем. Захваљујући агитацији, она добија све веће уступке. Долазак на политичку сцену 1917. године Мохандаса Карамчанда Гандија (1869-1948) даје Конгресној странци верско обележје и омогућава јој да постане масовна странка. Ганди организује прву кампању грађанске непослушности у периоду 1920-1922. године, и другу, 1930-1933. На иницијативу Џавахарлала Нехруа (1889-1964), представника нове генерације, Ганди тражи аутономију за Индију. Одлука британске владе (енгл. Government of India Act) из 1935. даје провинцијама аутономију и омогућава оснивање провинцијских влада, након првих избора 1937, у којима преовлађује Конгресна странка. Хегемонија ове странке, која се залаже за независну јединствену Индију, наилази на отпор муслимана. Они представљају значајну мањину (24 % у 1941. години) и боје се да их не прегласају хиндуисти, који чине већину у Конгресној странци, па 1906. оснивају Муслиманску лигу.
Први светски рат доприноси уласку Лиге у савез са Конгресном странком. После тога, муслиманске масе се први пут мобилишу за одбрану свргнутог османског султана (покрет за калифат) 1919-1924. Кемалистичка Турска свргава калифу (1924) и тада настаје непремостиви јаз између муслимана и хиндуиста. Нереди постају све чешћи. Почев од 1930, на иницијативу писца Мухамеда Игбала (1876-1938), муслимани се залажу за стварање посебне државе, Пакистана. После неуспеха Муслиманске лиге на изборима 1937, Конгресна странка наступа самостално. У Другом светском рату Британци признају допринос Индије у ратном напору. Они гуше сваку побуну, али се спремају да дају Индији независност по завршетку рата. Конгресна странка тражи одмах независност  - покрет Напустите Индију (енгл. Quit India Movement) од 1942. Муслиманска лига под вођством Мухамеда Али Џинаха од свих захтева ставља стварање Пакистана на прво место. После општих избора 1945-1946, на којима добија скоро све муслиманске гласове, она приморава Конгресну странку и Британце да прихвате поделу потконтинента.

### Независност и подела
Проглашењем независности (1947), индијска империја је подељена на два доминона. Пакистан је створен од два региона са муслиманском већином, подељен на Источни (данашњи Пакистан) и Западни (данашњи Бангладеш). Остатак империје, с хиндуистичком већином, припада Индији. Поделу прате покољи са 300.000 до 500.000 жртава и сеоба 10-15 милиона људи.